# کبوتر ونگا

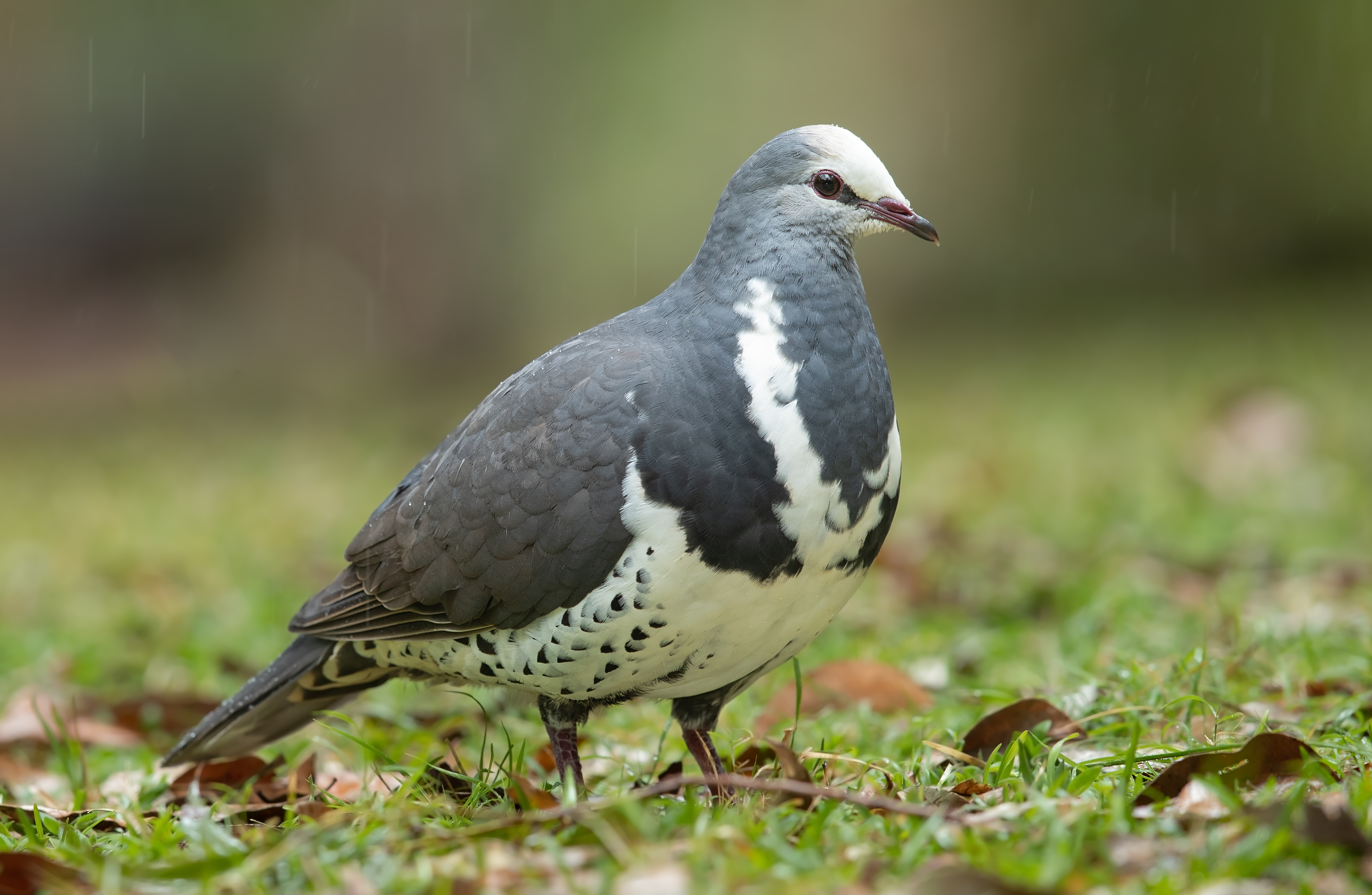
کبوتر ونگا

کبوتر ونگا (نام علمی: Leucosarcia melanoleuca) نام یک گونه از تیره کبوتر است.